# Звільнення професора Біна
«Звільнення професора Біна» (англ. Professor Bean's Removal) — американська короткометражна кінокомедія Генрі Лермана 1913 року з Мейбл Норманд в головній ролі.

## У ролях
- Форд Стерлінг — професор Бін
- Мейбл Норманд — Мейбл
- Роско ’Товстун’ Арбакл — чоловік з вусами